# HMS Eskimo (F75)
«Ескімо» (англ. HMS Eskimo (F75) — військовий корабель, ескадрений міноносець типу «Трайбл» Королівського військово-морського флоту Великої Британії за часів Другої світової війни.
Есмінець «Ескімо» був закладений 5 серпня 1936 року на верфі компанії Vickers-Armstrongs у Ньюкасл-апон-Тайні. 30 грудня 1938 року увійшов до складу Королівських ВМС Великої Британії. Есмінець брав активну участь у бойових діях на морі в Другій світовій війні; бився у Північній Атлантиці та на Тихому океані, на Середземному морі, біля берегів Франції та Норвегії, супроводжував арктичні конвої. Бойовий корабель неодноразово піддавався атакам ворожих підводних човнів, літаків та бойових кораблів, зазнавав пошкоджень і вважався одним з найдосвідченіших есмінців флоту; за проявлену мужність та стійкість у боях нагороджений десятьма бойовими відзнаками.

## Дизайн і конструкція
«Ескімо» належав до есмінців типу «Трайбл», що відрізнялися від своїх попередників помітно гострішими обводами носової частини й кліперним форштевнем, які підкреслювали їхню стрімкість. Близько 40 % довжини корабля займав півбак, котрий трішки піднімався до форштевня. Корабель мав всього одну суцільну палубу — верхню. Так звана нижня палуба насправді була платформою і проходила лише на носі і в кормі, поза межами машинно-котельних відділень. 15 водонепроникних перегородок, що доходили до верхньої палуби, поділяли корпус на 16 відсіків. Теоретично за затоплення будь-яких двох з них есмінець повинен був зберігати плавучість. По всій довжині корпусу йшло друге дно, а в районі 20-24-го шпангоутів був виріз під антену «ASDIC», котра опускалась.
Корпус «Ескімо» мав загальну довжину між перпендикулярами 115 м, бімс — 11,13 м та осадку до 3,43 м. Водотоннажність бойового корабля становила: стандартна — 1891 та повна — 2519 довгих тонн відповідно.
Головна енергетична установка складалась з трьох триколекторних Адміралтейських котлів з пароперегрівником і двох одноступінчатих турбозубчатих редукторів. Розміщення ГЕУ — лінійне. Котли розміщувалися в ізольованих відсіках, турбіни — у загальному машинному відділенні, за цього редуктори були відокремлені від турбін водонепроникною перегородкою. Робочий тиск пару — 21,2 кгс/см² (20,5 атм.), температура — 327 °С (620 °F).
Проектна потужність становила 44 000 к.с. за частоти обертання 350 об/хв, що мало забезпечити максимальну швидкість ходу (за повного навантаження) в 32,5 вузли (60,1 км/год). Однак на ходових випробуваннях есмінець досяг швидкості 36 вузлів. Запас палива зберігався у восьми паливних танках ємністю 524 тонни мазуту, що забезпечувало дальність ходу 5 700 миль (10 556 км) 15-вузловим ходом (27,8 км/год) або 3 200 миль (5 926 км) 20-вузловим ходом. Дальність плавання на повному ході становила 1 200 миль. Екіпаж корабля становив 190 офіцерів та матросів.

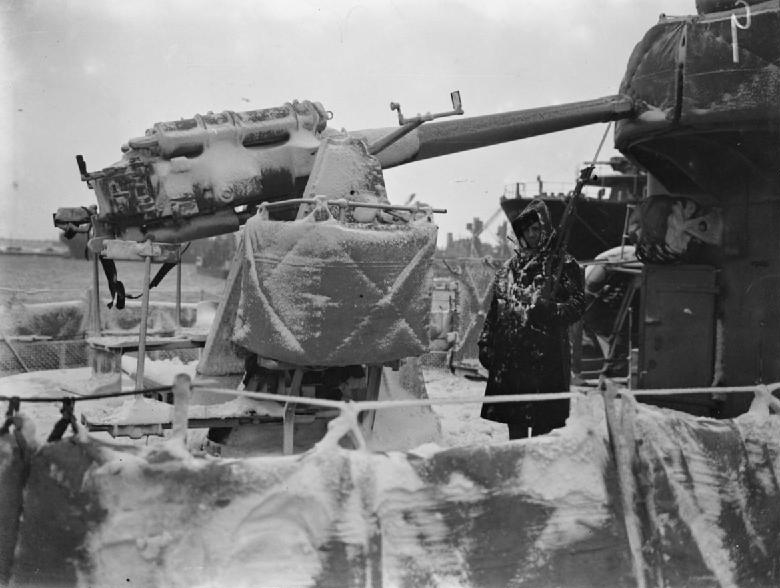
120-мм універсальна швидкострільна гармата QF Mk.XII на есмінці «Ескімо». Арктичні конвої. Січень 1941

## Озброєння
Корабельна артилерія головного калібру (ГК) есмінця «Ескімо»: вісім 120-мм універсальних скорострільних гармат QF Mk.XII з довжиною ствола 45 калібрів у подвійних баштах типу CP Mk.XIX «A», «B», «X» та «Y», загальною вагою до 25,9 тонн кожна. Башти розміщувалися по центральній осі корабля та утворювали дві передні й дві кормові вогневі позиції. Максимальний кут піднесення +40°, зниження на −10°. Кут горизонтального наведення установок становив 340°, мертва зона — 20°. Маса снаряда 22,7 кг, початкова швидкість — 808 м/с. Гармати мали швидкострільність 10-12 пострілів на хвилину на дальність — 15 520 м. Боєзапас становив 300 пострілів на ствол (200 — фугасних, 50 — осколкових з дистанційнім підривачем та 50 — освітлювальних). Живучість ствола — до 1 400 пострілів.
Зенітне озброєння корабля включало одна 40-мм автоматична зенітна гармата QF 2 Mark II з боєзапасом 14 400 снарядів та два 12,7-мм зчетверені зенітні кулемети Vickers .50 з боєзапасом 10 000 набоїв на установку. Окрім важких кулеметів на есмінці були чотири 7,71-мм кулемети «Льюїс».
Торпедне озброєння складалося з одного чотиритрубного 21-дюймового (533-мм) торпедного апарату Mark IX, що розташовувався в кормовій частині корпусу на осьовій лінії й мав запас тільки чотири торпеди. Торпеди Mk.IX мали максимальну дальність дії 11 000 ярдів (10 055 м) зі швидкістю 41 вузол. Бойова головка мала 330 кг тринітротолуолу, але невдовзі після вступу корабля до строю їх змінили на більш потужну торпеду з 367 кг торпекса.
Протичовнове озброєння есмінця складалося з гідролокатора «ASDIC», 20 глибинних бомб, 1 бомбоскидача і двох бомбометів на кормі; за часів війни кількість глибинних бомб збільшили до 30.
Система управління вогнем складалася з командно-далекомірного поста (директора) Mk.I і комбінованого 12-футового (3,6 м) далекоміра/зенітного директора Mk.II, які розміщувалися на верхньому містку на окремих основах. Перший з них був візиром центрального наведення, але використовувався тільки для стрільби по морських цілях, другий слугував далекоміром при стрільбі по морських цілях і далекоміром-директором для зенітної стрільби. Серйозним недоліком була відсутність стабілізації ПКАВ (прилад керування артилерійським вогнем).

## Історія

### Передвоєнні часи
У січні 1939 року після введення до складу британського флоту корабель був зарахований до 6-ї флотилії есмінців типу «Трайбл» Флоту Метрополії, яка включала також однотипні кораблі «Тартар», «Бедуїн», «Ашанті», «Сомалі», «Панджабі», «Матабеле».
За задумом розробників серії «Трайбл» есмінець «Ескімо» мав відвідати територію населені ескімосами, на честь яких отримав назву цей тип ескадрених міноносців. Однак, з усієї серії тільки «Ашанті» вдалося реалізувати цей намір і побувати з офіційним візитом в Гані (на той час британська колонія Золотий Берег), де мешкають племена ашанті. «Ескімо» разом з однотипним «Ашанті» пройшли через Гібралтар, пройшли до Фрітауна у Сьєрра-Леоне, далі до Такораді, в Гані, куди прибули з офіційним візитом 27 лютого 1939 року.
До початку війни, корабель встав на ремонт турбін, які були слабкім місцем у всіх есмінців його типу, де пробув до вересня 1939 року.

### Початок війни
З початком Другої світової війни, корабель разом з іншими есмінцями його типу патрулював у Північній Атлантиці та Північному морі. Основним завданням «Ескімо» протягом наступних місяців було протичовнове патрулювання та ескорт транспортних і вантажних суден поблизу Британських островів.
26 вересня 1939 року з есмінцями «Сомалі», «Матабеле» та «Машона» ескортував авіаносець «Арк Роял» та лінійний корабель «Нельсон», що вийшли назустріч пошкодженому неподалік від данського узбережжя Горнс-Рев німецькими глибинними бомбами підводному човну «Сперфіш» до бази в Росайті. Британське угруповання піддалось атаці з повітря німецьких бомбардувальників Ju 88 з ескадри KG 30, однак напад вдалось відбити та практично без втрат прибути до військово-морської бази.
У жовтні 1939 року корабель забезпечував прохід лінкору «Кінг Джордж V» до Скапа-Флоу. 14 жовтня активно проводив протичовнові заходи навколо військово-морської бази Скапа-Флоу після зухвалого потоплення німецьким підводним човном U-47 корветтен-капітана Г.Пріна британського лінкора «Роял Оак» у тамтешній бухті.
Вже 17 жовтня німці влаштували черговий напад на головну військово-морську базу британського флоту й «Ескімо» довелося разом з іншими бойовими кораблями відбивати атаку з повітря. Четвірка Ju 88 атакувала старий лінійний корабель «Айрон Дюк», який виконував завдання з протиповітряного прикриття ВМБ і стояв на якорі в бухті. Отримавши декілька влучень бомб, екіпаж викинув лінкор на мілину, щоб запобігти його загибель.
У листопаді есмінець відправлений на черговий ремонт до доків, де перебував аж до початку березня 1940 року.
7 квітня 1940 року оновлений есмінець «Ескімо» приєднався до сил ескорту лінійних кораблів «Родні» та «Валіант» і лінійного крейсеру «Ріпалс», що йшли на перехоплення капітальних бойових кораблів Крігсмаріне, яких розвідка виявила у Північному морі західніше Ютландії.
З початком битви за Норвегію, британське флотське угруповання на чолі з віце-адміралом В. Вітвортом намагалось зірвати висадку морського десанту противника на територію Норвегії. У ході другої битви за Нарвік, що розгорнулась на півночі Норвегії, 12 квітня «Ескімо» був уражений торпедою, запущеної з німецького есмінця Z2 «Георг Тіле». У наслідок влучення корабель серйозних пошкоджень, майже повністю втративши носову частину есмінця. «Ескімо» ледве дотягнув «Бедуїн» до ремонтного судна «Віндіктів», що стояв у Скілфіорді, де його залатали на швидку руку, й підготували до відправлення назад до Англії. Тимчасово перебуваючи у нерухомому стані у фіордах Норвегії, есмінець зазнавав постійних нападів німецької авіації, що намагалась його остаточно знищити.

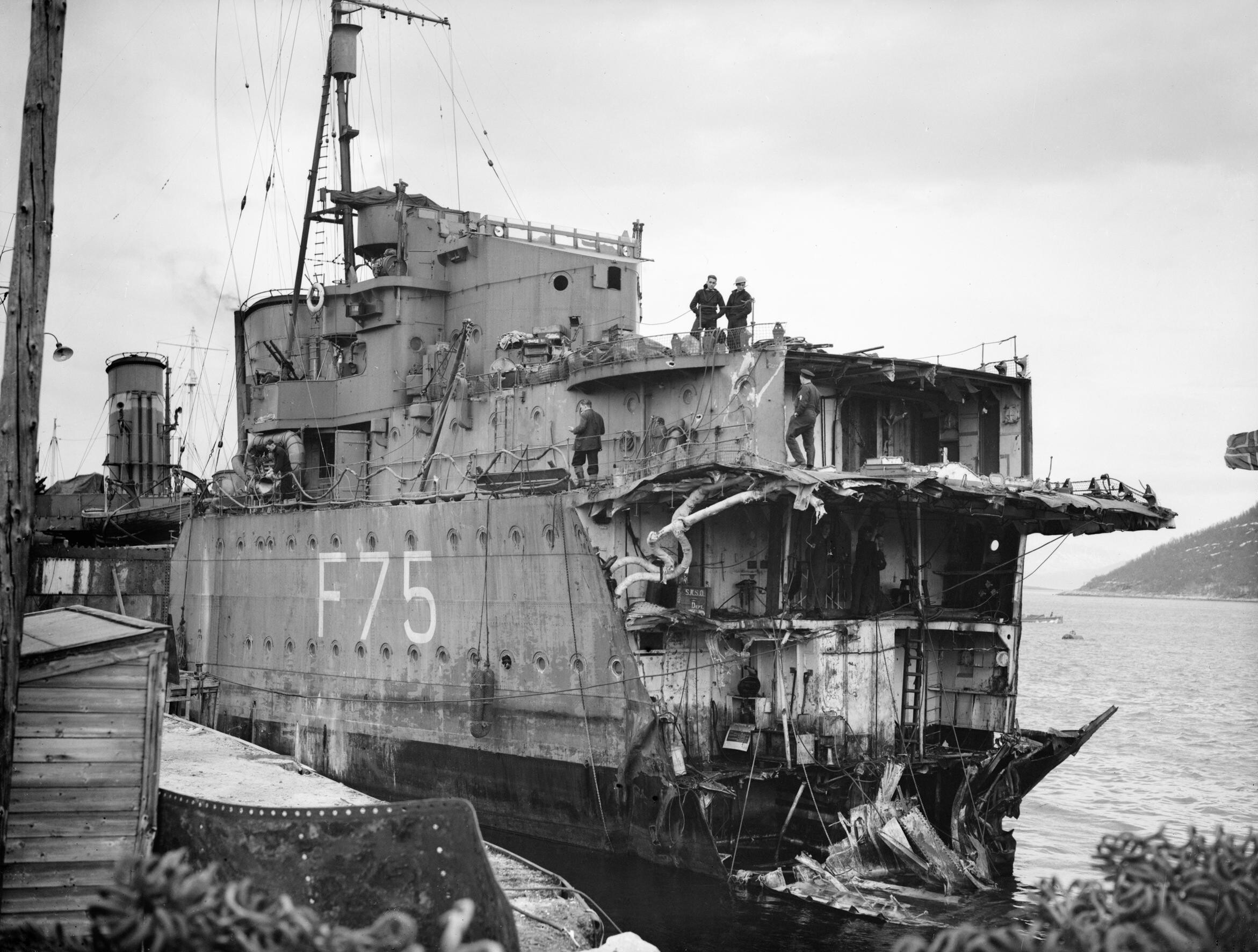
«Ескімо» після ураження німецькою торпедою. Квітень 1940

27 травня пошкоджений «Ескімо» у супроводі есмінців «Амазон», «Волантир» та сторожового корабля «Флітвуд» вивели з Гарстада та на буксирі потягнули до берегів Британії. Тільки 4 червня 1940 року знерухомлений корабель прибув до Барроу-ін-Фернес на західному березі Англії.
Капітальний ремонт есмінця тривав декілька місяців і лише у вересні 1940 його повернули до строю, де він увійшов до складу сил 6-ї флотилії есмінців, виконуючи завдання з ескорту конвоїв та патрулювання прибережних вод навколо Англії.

### 1941
1 березня 1941 року «Ескімо» вийшов у море для участі в проведенні спеціальної операції з висадки загонів No. 3 та No. 4 британських командос на Лофотенські острови — операції «Клеймор». Під час операції «Тартар» потопив німецьке транспортне судно Bernhard Schulte та захопив німецький траулер «Кребс», на якому перебувала шифрувальна машина «Енігма» з таємною документацією, яка становила надзвичайну важливість для союзників. Уся захоплена апаратура та документи були негайно переправлені до Блечлі-Парк, де найкращі дешифрувальники билися над розгадуванням німецьких кодів та шифрів.
5 травня 1941 року з есмінцями «Нестор», «Сомалі» та «Бедуїн» ескортував крейсери «Единбург», «Манчестер», «Бірмінгем», що вийшли оперативною групою на перехоплення німецького погодного судна «Мюнхен». Метою операції Британське адміралтейство визначало захоплення на німецькому судні шифрувальної машини «Енігма». Однак німецький екіпаж встигнув викинути за борт кодувальну машину та втік з корабля. Британцям дісталися тільки документи, які не встигли потонути, з важливими інструкціями щодо користування кодами та шифрами.
22 травня «Ескімо» був включений до складу угруповання ВМС, що збиралося на прикриття головних сил британського флоту, яке, у свою чергу, планувалося на вихід на перехоплення німецького лінійного корабля «Бісмарк» у Данській протоці, котрий 24 травня потопив у бою гордість флоту Його Королівської Величності лінійний крейсер «Худ».
26 грудня 1941 року есмінець «Ескімо» взяв участь у проведенні спеціальної операції британських командос, під кодовою назвою операція «Анкліт» — рейд No. 12 Commando на Лофотенські острови за підтримки 22 кораблів та суден трьох флотів. У той час німецькі військовики переважно святкували наступне свято після Різдва — День подарунків. Протягом двох діб оперативна група флоту та командос утримували низку важливих об'єктів на островах, зокрема вивели з ладу 2 ворожі радіостанції та потопили декілька суден. За результатами рейду Гітлер був певен, що союзники розпочали вторгнення до Норвегії, й віддав наказ утримувати в країні значні сили та засоби.

### 1942
З нового 1942 року есмінець продовжував разом зі своїми однотипними кораблями ескортувати арктичні конвої з Ісландії до радянського Мурманська. Він супроводжував конвої PQ 12 і PQ 13 до Росії та QP 8 і QP 9 з півночі СРСР до Рейк'явіка.
10 квітня 1942 року корабель HMS Eskimo увійшов до ескорту конвою PQ 14, який очолювали лінкори «Кінг Джордж V» та «Герцог Йоркський» і зворотного конвою QP 10.
У серпні 1942 року «Ескімо» діяв у супроводі ще одного сумнозвісного конвою WS 21S, який йшов з Гібралтару до обложеної Мальти. До складу ескортної групи конвою під командуванням віце-адмірала Едварда Сіфрета входили 2 лінкори, 4 ескадрених авіаносці, 7 крейсерів і 32 есмінці. Ескортне з'єднання вважалося найпотужнішим за всю війну, що виділялося на супровід конвою. Британське адміралтейство повністю усвідомлювало, що доля острова залежить від того, скільки транспортів добереться до острова. Особливо важливим був американський танкер «Огайо», зафрахтований міністерством військових перевезень і укомплектований британською командою.

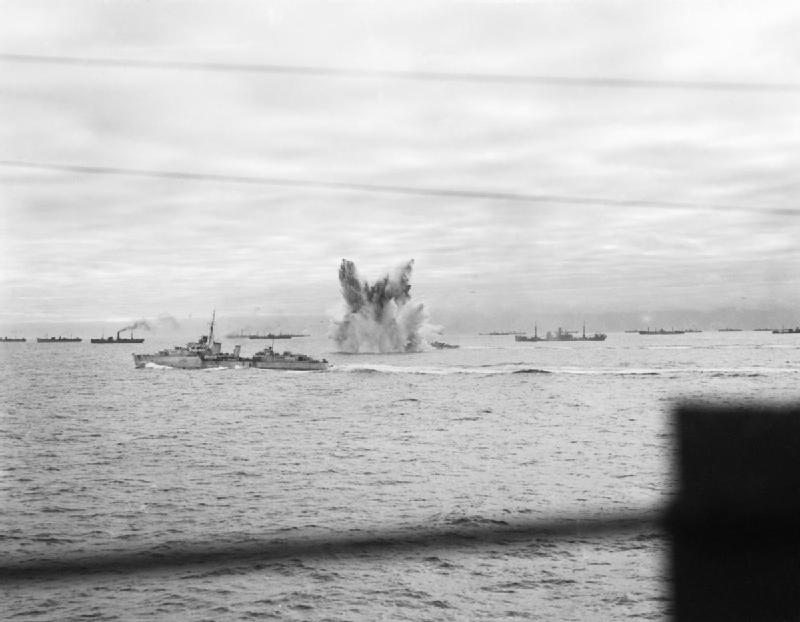
«Ескімо» (на передньому плані) під час ескорту конвою PQ 18. Поруч з есмінцем «Ашанті» вибух глибинної бомби. Арктичні конвої. Вересень 1942

11 серпня 1942 року у Середземному морі «Ескімо» приєднався до З'єднання X, де разом з есмінцями «Інтрепід», «Ікарус», «Ітуріель», «Патфайндер», «Фьюрї», «Пенн», «Ледбарі», «Брамгам», «Ашанті», «Тартар» і «Сомалі» супроводжував крейсери «Каїр», «Кеніа», «Манчестер» і «Найджеріа».
Того ж дня після виявлення конвою італійським підводним човном «Воршейх», він піддався інтенсивній повітряній атаці та нападам німецьких й італійських субмарин. U-73 раптовою атакою потопив британський авіаносець «Ігл». Бомбардування та торпедні атаки не припинялися ні в день, ні в ночі. «Ескімо» здійснював протичовновий захист угруповання, неодноразово застосовував торпеди та глибинні бомби проти ворожих підводних човнів та кораблів.
У ранішні години 13 числа стрімкою атакою італійські швидкісні катери MS 16 та MS 22 торпедували та вивели з ладу крейсер «Манчестер». «Ескімо» з «Сомалі» супроводжували крейсер, намагаючись врятувати максимум моряків з постраждалого корабля; їм вдалось зняти з «Манчестера» 141 матроса, коли врешті-решт крейсер затонув. «Манчестер» став найбільшим успіхом у світовій історії флоту, коли моторні човни торпедами потопили такий великий корабель.
Загалом під постійними атаками німецьких та італійських кораблів, підводних човнів, торпедоносців та бомбардувальників, конвой втратив один авіаносець, 2 легких крейсери, ескадрений міноносець та дев'ять торговельних суден з чотирнадцяти. Ще 1 авіаносець і 2 легких крейсери були пошкоджені у наслідок безперервних нападів.
Після завершення операції «П'єдестал» «Ескімо» повернувся до Англії, звідкіля незабаром був переведений до Флоту Метрополії.
9 вересня 1942 року есмінець знову взяв участь у проведенні стратегічно важливих конвоїв для Радянського Союзу та увійшов до складу ескорту конвою PQ 18, який під потужною охороною йшов до Архангельська. «Ескімо» діяв у складі далекого ескорту з 16 есмінців, який очолював крейсер «Сцилла». У ході переходу конвой зазнав численних нападів німецьких підводних човнів та літаків Люфтваффе.
16 вересня есмінець приєднався до головних сил флоту для супроводження конвою QP 14, що повертався з СРСР до Лох-Ів у Шотландії. 65 бойових кораблів супроводжували невеличкий транспортний конвой з 17 суден. Есмінці типу «Трайбл» в основному виконували завдання з протичовнової оборони похідного ордеру кораблів.
20 вересня 1942 року під час повернення конвою QP 14 до берегів Ісландії есмінець «Сомалі» був торпедований у Ґренландському морі німецьким підводним човном U-703. Корабель сильно постраждав і його однотипний есмінець «Ашанті» узяв того на буксир, у той час, як «Ескімо» з «Інтрепід» і «Опорт'юн» супроводжували їх. Однак 25 вересня у ході буксування через суворі погодні умови «Сомалі» розвалився навпіл та незабаром затонув. У наслідок катастрофи на кораблі загинуло 77 членів екіпажу. 33 вцілілих з води дістали «Ашанті» та рятувальне судно «Лорд Міддлтон».
На початку листопада есмінець «Ескімо» прибув до Гібралтару для посилення десантного ударного угруповання, що готувалося до висадки морського десанту союзників у Північній Африці. З 5 по 20 листопада «Ескімо» разом з есмінцем «Тартар» у складі сил вторгнення, забезпечував прикриття конвоїв та військ, що висадилися на узбережжя Алжиру, а також брав участь у протичовновому патрулюванні прибережних вод.
1 грудня 1942 року «Ескімо» з «Патфайндер» відрядили для супроводу торпедованого мінного загороджувача «Менксмен» з Алжира до Мальти для проведення ремонту. Далі діяв у цій частині Середземного моря.

### 1943
З початку року через технічні проблеми перебував на ремонті на військово-морській базі Мерс-ель-Кебір, повернувся до строю 7 лютого 1943 року. Протягом зими-весни продовжував виконання завдань з патрулювання вод поблизу Алжиру та Тунісу, супроводжував союзні конвої та діяв на перехоплення ворожих транспортних конвоїв.
З 8 травня 1943 року «Ескімо» залучався до проведення операції «Ретрібьюшн», яка мала за мету топити, знищувати та палити будь-які німецькі й італійські судна та кораблі, що намагались втекти з Тунісу до Італії.
20 червня 1943 року вийшов з ескортом крейсера «Аврора», на борту якого перебував британський монарх король Георг VI, який прямував з Британії до Мальти. Згодом визначений до складу сил, що планувались на підтримку висадки морського десанту на Сицилію.
11 липня 1943 року «Ескімо» з есмінцями «Ексмур» та грецьким «Канаріс» здійснили спробу прорватися до сицилійського порту Марсала, однак, зустрівши вогонь берегової артилерії, союзні кораблі відступили.
12 числа під час переходу до Аугусти, корабель піддався нальоту німецьких пікіруючих бомбардувальників, дістав значних пошкоджень. У наслідок влучення авіабомби, яка пробила палубу поблизу гарматної установки 'X' та запалила паливні танки No. 5 і 6, корабель спалахнув та ледве вцілів на воді. 19 членів екіпажу загинули, що 22 дістали поранень. На буксирі «Тартар» доставив «Ескімо» до Мальти, де той став на ремонт. У вересні корабель передислокували до британських суднобудівних промисловостей, де «Ескімо» став на ремонт на значний термін. Паралельно на есмінці зробили заміну зенітних кулеметів Vickers .50 на 20-мм автоматичні зенітні гармати «Ерлікон».

### 1944
Тривалий час есмінець перебував на ремонті та модернізації, у березні після завершення ходових випробувань, повернувся до лав 10-ї флотилії есмінців.
6 червня 1944 року, в день висадки десанту, разом з іншими кораблями флотилії забезпечував протимінну безпеку проходження та прикриття ударних та десантних сил від атак німецької авіації та надводних кораблів. 9 червня 1944 року під час патрулювання, британська повітряна розвідка виявила у берегів Бретані в 20 милях від острову Іль-де-Бате групу німецьких ескадрених міноносців і союзні кораблі вийшли їм на перехоплення. Есмінці «Ашанті», «Ескімо», «Джавелін», «Хаїда», «Гурон» та «Піорун» і «Блискавиця» вступили в бій, наслідком якого стало затоплення німецького есмінця ZH1 (затопив торпедою особисто «Ескімо»), серйозне пошкодження Z24 та викидання на мілину біля острову Z32.
Ввечері 24 червня 1944 року есмінець «Ескімо» з канадським однотипним «Хаїда» виявили та атакували глибинними бомбами німецький підводний човен U-971. Після дев'ятої атаки субмарина спливла на поверхню й кораблі відкрили вогонь по ній з гармат. У наслідок влучного вогню, бойова рубка була знищена і ПЧ охопило полум'я. Абордажна група британців встигла проникнути на ворожий підводний човен та захопити важливі таємні документи, зокрема кодові книжки, доки U-971 не затонув.
27 червня есмінець виявив та затопив німецькі тральщик та патрульне судно південніше Джерсі.
На початку липня «Ескімо» зіткнувся під час бойового патрулювання з есмінцем «Джавелін» та через серйозні пошкодження припинив виконання бойового завдання і був відбуксований до Ліверпуля, де встав на ремонт. Тривалий час ремонтувався, тільки у листопаді 1944 вийшов на випробування в море й розпочав підготовку до переходу до Східного флоту.

### 1945
На початку січня 1945 року есмінець «Ескімо» вийшов ескортом з чотирма авіаносцями, що здійснювали перехід до головної військово-морської бази британського Східного флоту в Тринкомалі на Цейлоні. 16 лютого з есмінцем «Робак» брав участь в артилерійській підтримці з моря британських військ при їхній висадці в Бірмі.
В подальшому брав активну участь у подіях Бірманської кампанії, у квітні підтримував з моря морський десант у Рангуні. «Ескімо» залучався до супроводу транспортних конвоїв у Південно-Східній Азії, забезпечував перевезення військ та вантажів, висаджував та підтримував десант на чисельні острови місцевого регіону.
З червня 1945 року «Ескімо» з «Пенн», «Тартар», «Нубіан» і «Паладин» виконував завдання з протичовнової оборони кораблів та суден на шляхах між Нікобарськими островами та Сабангом.
12 червня «Ескімо», після отримання розвідувальних даних від ПЧ «Трайдент» про появу японських суден поблизу північного узбережжя Суматри, атакував та торпедним залпом затопив японський десантний корабель Kuroshio Maru No. 2. Мисливець за підводними човнами Ch 57, що супроводжував корабель був знищений вогнем «Нубіана». Японські моряки відмовились бути врятованими британськими вояками.
2 липня 1945 року разом з есмінцями «Робак» та «Віджілант» вийшов на супроводи авіаносців «Емір» та «Емперор», які вийшли в моря для прикриття 6-ї флотилії тральщиків, які зачищали від мін Малаккську протоку.
У середині липня «Ескімо» був включений до частки флоту, що мала прибути на поточний ремонт до Дурбану в Південній Африці, що екіпаж категорично не погоджувався з такою постановкою питання й хотів взяти участь у завершальних акордах війни проти Японської імперії. Однак, аргументи британських моряків розглянуті не були й есмінець 31 липня вийшов курсом на південь Африканського континенту. Тут екіпаж есмінця «Ескімо» узнав про переможне закінчення війни на Тихому океані та Другої світової в цілому.

### Післявоєнний час
Есмінець «Ескімо» у жовтні 1945 року закінчив планове технічне обслуговування та 4 листопада вийшов до берегів Англії. 8 грудня корабель прибув до Ширнесса. У лютому 1946 переведений до складу флотського резерву і перейшов до Квінборо. Згодом використовувався як корабель-мішень, а 27 червня 1949 року проданий компанії для подальшого розбраковування на брухт.
20 березня 1960 року ім'я «Ескімо» було урочисто присвоєне новому британському фрегату типу «Трайбл» — фрегату «Ескімо», спущеному на воду компанією J. Samuel White в Коузі на острові Вайт.